# بلو پوله (استان ویدین)
بلو پوله (به بلغاری: Belo Pole) یک منطقهٔ مسکونی در بلغارستان است که در استان ویدین واقع شده‌است.
 بلو پوله  ۷۲۶ نفر جمعیت دارد و ۱۵۴ متر بالاتر از سطح دریا واقع شده‌است.